# Bagnolo San Vito
Bagnolo San Vito (Bagnöl in dialetto mantovano) è un comune italiano di 5 882 abitanti della provincia di Mantova in Lombardia.

## Geografia fisica
Il territorio comunale è delimitato dal fiume Po a sud e dal Mincio a nord. Il paesaggio risulta caratterizzato da molte opere idrauliche, specialmente gli argini maestri del Po e del Mincio e relative vaste aree golenali. Una fitta rete di canali destinati all'irrigazione, gestita dal Consorzio di Bonifica Sud-Ovest di Mantova è di supporto a una rilevante attività agricola.
Il comune consta di sei centri abitati: Bagnolo San Vito, Campione, Correggio Micheli, San Biagio, San Giacomo Po, San Nicolò Po. Quest'ultima frazione è stata a lungo la più importante del comune, ma nel corso del Novecento il baricentro si è spostato lungo l'ex SS "Romana" e a cavallo del casello autostradale "Mantova Sud" dell'autostrada del Brennero, causando una concentrazione della popolazione comunale in San Biagio e in Bagnolo San Vito. Il loro incremento demografico è proseguito anche nel primo decennio del XXI secolo e al 31 dicembre 2008 queste due frazioni assommano circa l'80% della popolazione comunale: 2.510 abitanti a Bagnolo San Vito e 2.109 a San Biagio. Ad accentuare ulteriormente i movimenti della popolazione verso le due principali frazioni è stato l'insediamento del centro commerciale "Città della Moda" nei pressi del casello autostradale nei primi anni duemila.

## Origini del nome
Il nome di Bagnolo San Vito discende forse dal latino balneum (acquitrino) e dal santo Vito.

## Storia
Dal 1995 al 1999 a villa Riva Berni si è insediato il primo parlamento del nord di Umberto Bossi.

### Simboli
Lo stemma comunale si presenta d'oro, alla campagna d'azzurro, fluttuosa d'argento, con una fede (due mani che si stringono) attraversante sul tutto.
Il gonfalone è un drappo di azzurro.

## Monumenti e luoghi d'interesse
- Villa Riva Berni
- Parco Archeologico del Forcello. A partire dal 1981, in località Forcello, nelle vicinanze della frazione di San Biagio, furono effettuati degli scavi archeologici che riportarono alla luce reperti risalenti ad epoca preromana.

## Società

### Evoluzione demografica
Abitanti censiti

### Etnie e minoranze straniere
Al 31 dicembre 2023 la popolazione straniera era di 665 persone, pari all'11,32% della popolazione.

## Cultura

### Cinema
Sono state girate in questo territorio, nel 2005, quasi tutte le scene del film Centochiodi, diretto da Ermanno Olmi. La storia è ambientata proprio nel comune di Bagnolo San Vito.

## Economia
Nelle immediate vicinanze dell'uscita autostradale Mantova Sud si è insediato nei primi anni del 2000 il centro commerciale "Città della Moda" facente parte del gruppo di Outlet Italiani "Fashion District". La grossa struttura ha incrementato l'economia del comune e dell'intera provincia divenendo il principale motore economico di Bagnolo San Vito. Il resto dell'attività economica vede prevalere, accanto al commercio, le attività legate al settore primario con la presenza di diversi caseifici e macelli che affiancano le attività di allevamento bovino ed ovino.
La domenica si svolge il mercato settimanale.

## Infrastrutture e trasporti
All'interno del territorio comunale (nell frazione di San Biagio) insiste l'uscita autostradale Mantova Sud dell'autostrada del Brennero.
Il comune è attraversato dall'ex strada statale Romana.
Fino al 1934 il comune era attraversato dalla linea tranviaria extraurbana Mantova-Ostiglia che effettuava due fermate lungo l'attuale strada statale Romana, una in frazione San Biagio e una a ponte Travetti. La linea si addentrava poi in direzione di Governolo e del Mincio; nell'attuale via Levatella era posta una terza fermata.

## Amministrazione
Sindaco: Roberto Penna - lista civica "Bagnolo Vive" (centrodestra), eletto il 26/05/2019.

## Sport
Tennis tavoloTennistavolo Polisportiva Bagnolese, società fondata nel 2006, gareggia nel campionato con una squadra di serie A1 femminile.